# Yoshinobu Ishii
Yoshinobu Ishii, född 13 mars 1939 i Hiroshima prefektur, Japan, död 26 april 2018, var en japansk tidigare fotbollsspelare och fotbollstränare.